# Ellissoide astroidale
L'ellissoide astroidale è una figura geometrica definita dalla seguente equazione parametrica:
{\displaystyle x=a\left(\cos \phi \cos \theta \right)^{3}}
{\displaystyle y=b\left(\sin \phi \cos \theta \right)^{3}}
{\displaystyle z=c\left(\sin \theta \right)^{3}}
con {\displaystyle -\pi /2\leq \phi <\pi /2{\mbox{,}}\quad -\pi \leq \theta <\pi {\mbox{,}}\quad a,b,c\in R^{+}}.
Invece, l'equazione cartesiana è:
{\displaystyle \left({\frac {x}{a}}\right)^{2/3}+\left({\frac {y}{b}}\right)^{2/3}+\left({\frac {z}{c}}\right)^{2/3}=1},
Nell'immagine seguente sono rappresentati tre ellissoidi astroidali. Notiamo che il caso in cui a=b=c corrisponde al caso dell'ottaedro iperbolico. 

Esempi di ellissoidi astroidali
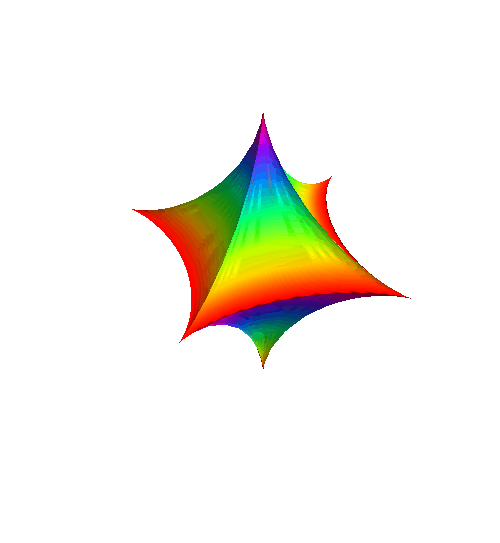
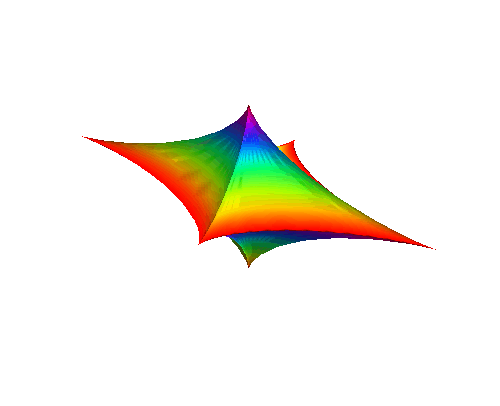
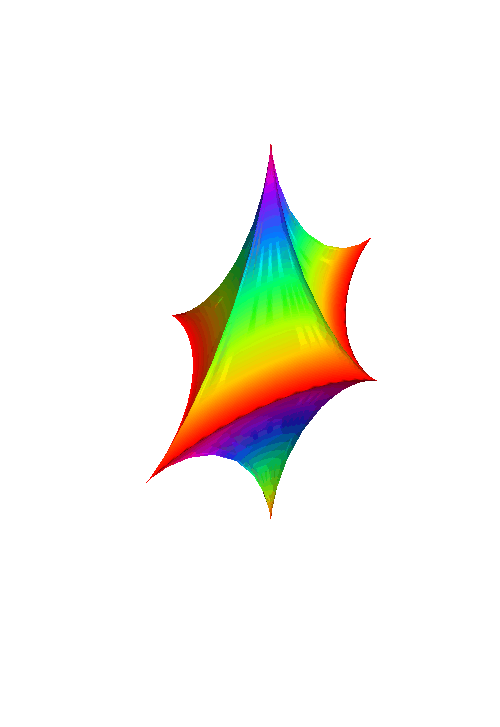

- a=1, b=1, c=1 questo è un caso particolare che coincide con l'ottaedro iperbolico
- a=2, b=1, c=1
- a=1, b=2, c=2

## Curvatura
La curvatura gaussiana dell'ellissoide astroidale è:
{\displaystyle K={\frac {a^{2}b^{2}c^{2}\sec ^{4}\theta }{9\left(a^{2}b^{2}\cos ^{2}\theta \sin ^{2}\phi \cos ^{6}\phi +2a^{2}b^{2}\cos ^{2}\theta \sin ^{4}\phi \cos ^{4}\phi +a^{2}\left(b^{2}\cos ^{2}\theta \sin ^{6}\phi +c^{2}\sin ^{2}\theta \right)\cos ^{2}\phi +b^{2}c^{2}\sin ^{2}\theta \sin ^{2}\phi \right)^{2}}}}
La curvatura media, invece è:
{\displaystyle H={\frac {abc\cos ^{9}\theta \cos ^{2}\phi \sin ^{2}\theta \sin ^{2}\phi \left(8\cos ^{2}\phi \sin ^{2}\phi \left(a^{2}\cos ^{2}\phi +b^{2}\sin ^{2}\phi \right)\cos ^{4}\theta +\left(4\left(a^{2}-b^{2}\right)\cos(2\phi )+\left(a^{2}+b^{2}\right)(\cos(4\phi )+3)\right)\sin ^{2}\theta \cos ^{2}\theta +8c^{2}\sin ^{4}\theta \right)}{48\left(\cos ^{8}\theta \cos ^{2}\phi \sin ^{2}\theta \sin ^{2}\phi \left(a^{2}b^{2}\cos ^{2}\theta \sin ^{2}\phi \cos ^{6}\phi +2a^{2}b^{2}\cos ^{2}\theta \sin ^{4}\phi \cos ^{4}\phi +a^{2}\left(b^{2}\cos ^{2}\theta \sin ^{6}\phi +c^{2}\sin ^{2}\theta \right)\cos ^{2}\phi +b^{2}c^{2}\sin ^{2}\theta \sin ^{2}\phi \right)\right)^{3/2}}}}